# 1910年ウィンブルドン選手権
1910年 ウィンブルドン選手権（1910ねんウィンブルドンせんしゅけん、The Championships, Wimbledon 1910）に関する記事。イギリス・ロンドン郊外にある「オールイングランド・ローンテニス・アンド・クローケー・クラブ」にて開催。

## 大会の流れ
- 男子シングルスは1878年、女子シングルスは1886年から「チャレンジ・ラウンド」（Challenge Round, 挑戦者決定戦）と「オールカマーズ・ファイナル」（All-Comers Final）方式で優勝を決定していた。大会前年度優勝者を除く選手は「チャレンジ・ラウンド」に出場し、前年度優勝者への挑戦権を争う。前年度優勝者は、無条件で「オールカマーズ・ファイナル」に出場できる。チャレンジ・ラウンドの勝者と前年度優勝者による「オールカマーズ・ファイナル」で、当年度の選手権優勝者を決定した。
- 混合ダブルスは、1912年まで「選手権公認外競技」（Non-Championship Event）として扱われた。これは公式競技ではないため、ウィンブルドン選手権の優勝記録表には含まれていないが、日本語版の本記事では混合ダブルスの「選手権公認外競技」の結果も記載する。
- 女子ダブルスは、1908年から1912年まで開催されなかった。

## 大会前年度優勝者
- 男子シングルス： アーサー・ゴア
- 女子シングルス： ドラ・ブースビー
- 男子ダブルス： アーサー・ゴア＆ ハーバート・ローパー・バレット

## 男子シングルス

### チャレンジラウンド
準々決勝
- ジェームズ・パーク vs.  アルフレッド・ビーミッシュ　8-6, 5-7, 6-4, 6-3
- アンソニー・ワイルディング vs.  オットー・フロイツハイム　6-1, 6-1, 6-2
- アーサー・ロウ vs.  スタンレー・ダウスト　6-3, 6-3, 2-6, 6-4
- ビールズ・ライト vs.  ロバート・パウエル　6-3, 6-1, 6-1

準決勝
- アンソニー・ワイルディング vs.  ジェームズ・パーク　7-5, 6-1, 6-2
- ビールズ・ライト vs.  アーサー・ロウ　6-3, 3-6, 6-4, 6-4

決勝
- アンソニー・ワイルディング vs.  ビールズ・ライト　4-6, 4-6, 6-3, 6-2, 6-3

### オールカマーズ決勝
- アンソニー・ワイルディング vs.  アーサー・ゴア　6-4, 7-5, 4-6, 6-2　（ワイルディングが本大会の優勝者になる）

## 女子シングルス

### チャレンジラウンド
準々決勝
- グラディス・イーストレーク・スミス vs.  ソフィー・カステンショルド　7-9, 6-4, 6-3
- エディット・ジョンソン vs.  マーベル・パートン　7-5, 6-4
- ドロテア・ダグラス・チェンバース vs.  ヘレン・エッチソン　6-2, 6-1
- ウィニフレッド・マクネアー vs.  オーリア・エッジングトン　2-6, 6-3, 6-3

準決勝
- エディット・ジョンソン vs.  グラディス・イーストレーク・スミス　1-6, 6-0, 6-3
- ドロテア・ダグラス・チェンバース vs.  ウィニフレッド・マクネアー　6-1, 6-0

決勝
- ドロテア・ダグラス・チェンバース vs.  エディット・ジョンソン　6-4, 6-2

### オールカマーズ決勝
- ドロテア・ダグラス・チェンバース vs.  ドラ・ブースビー　6-2, 6-2　（チェンバースが本大会の優勝者になる）

## 決勝戦の結果
男子シングルス
- アンソニー・ワイルディング vs.  アーサー・ゴア　6-4, 7-5, 4-6, 6-2　［オールカマーズ決勝］

女子シングルス
- ドロテア・ダグラス・チェンバース vs.  ドラ・ブースビー　6-2, 6-2　［オールカマーズ決勝］

男子ダブルス
- ジョシア・リッチー＆ アンソニー・ワイルディング vs.  アーサー・ゴア＆ ハーバート・ローパー・バレット　6-1, 6-1, 6-2　［オールカマーズ決勝］

混合ダブルス
- スタンレー・ダウスト＆ ドロテア・ダグラス・チェンバース vs.  ロバート・パウエル＆ シャーロット・クーパー・ステリー　6-2, 7-5　［選手権公認外競技］